# انتخابات المجلس التأسيسي الجزائري 1962
تُعدّ انتخابات المجلس التأسيسي الجزائري، التي أُجريت في 20 سبتمبر 1962، أول انتخابات برلمانية في الجزائر بعد إعلان إستقلال الجزائر في 5 يوليو 1962. أُقيمت الانتخابات بالتزامن مع استفتاء شعبي أقرّ صلاحيات المجلس التأسيسي وحدّد مدة ولايته.
كُلّف المجلس، الذي كان من المقرر أن تستمر ولايته عامًا واحدًا، بوضع دستور الجزائر وإصداره. قُدّمت قائمة مرشحين وحيدة تضم 196 مرشحًا من جبهة التحرير الوطني للتصويت الشعبي، شملت 180 مرشحًا من العرب و16 مرشحًا من أصل أوروبي. أفادت النتائج الرسمية أن 99.6% من الناخبين أيدوا القائمة، وبلغت نسبة المشاركة 84%.
في 8 سبتمبر 1963، أُقر الدستور الجزائري من خلال استفتاء شعبي، ومددت المادة 77 من الدستور الجزائري ولاية المجلس لعام إضافي. ومع ذلك، أصدر الرئيس أحمد بن بلة قرارًا في 3 أكتوبر 1963 بتعليق أعمال المجلس، متوليًا السلطات التنفيذية بشكل كامل.

## نتائج
كان أول سلطة تشريعية بعد إستقلال الجزائر في 5 يوليو 1962، وضم 196 عضوًا. أُجريت انتخابات المجلس عبر استفتاء شعبي يوم 20 سبتمبر 1962، بهدف تشكيل هيئة تشريعية تتولى وضع دستور الدولة المستقلة حديثًا والتصويت على تشكيل حكومة جديدة.
كُلّف المجلس، الذي كان من المقرر أن تستمر ولايته عامًا واحدًا، بصياغة دستور يحدد أسس النظام السياسي للجزائر، إلى جانب المصادقة على الحكومة. في 24 سبتمبر 1962، صوّت المجلس لصالح تعيين أحمد بن بلة رئيسًا للحكومة، خلفًا للسلطة التنفيذية المؤقتة التي كانت تتخذ من بومرداس مقرًا. وفي 26 سبتمبر 1962، أعلن بن بلة تشكيل حكومته، التي ضمت ممثلين عن قوى سياسية متنوعة، منها هيئة الأركان، ممثلو الولايات الداخلية، حزب البيان، جمعية العلماء المسلمين الجزائريين، واتحادية جبهة التحرير الوطني في فرنسا.
سيطرت جبهة التحرير الوطني على الغالبية العظمى من مقاعد المجلس، مما عزز هيمنتها كقوة سياسية رائدة في البلاد. ساهمت هذه السيطرة في تمهيد الطريق لتبني نظام الحزب الواحد في الجزائر خلال السنوات اللاحقة. في 8 سبتمبر 1963، أُقر الدستور عبر استفتاء شعبي، لكن أحمد بن بلة علّق أعمال المجلس في 3 أكتوبر 1963، متوليًا السلطات التنفيذية الكاملة.
أُسس المجلس الوطني التأسيسي في الجزائر كأول سلطة تشريعية بعد إستقلال الجزائر في 5 يوليو 1962، وتألف من 196 عضوًا. أُجريت انتخابات المجلس عبر استفتاء شعبي يوم 20 سبتمبر 1962، بهدف تشكيل هيئة تشريعية تتولى وضع دستور الجزائر المستقلة حديثًا والمصادقة على تشكيل حكومة جديدة. تولى فرحات عباس رئاسة المجلس عقب تأسيسه.
في 24 سبتمبر 1962، صوّت المجلس لصالح تعيين أحمد بن بلة رئيسًا للحكومة، خلفًا للسلطة التنفيذية المؤقتة التي كانت تتخذ من بومرداس مقرًا. وفي 26 سبتمبر 1962، أعلن بن بلة تشكيل حكومته، التي ضمت ممثلين عن قوى سياسية متنوعة، منها هيئة أركان الجيش ، ممثلو الولايات الجزائرية الداخلية، حزب البيان، جمعية العلماء المسلمين الجزائريين، واتحادية جبهة التحرير الوطني في فرنسا.
سيطرت جبهة التحرير الوطني على الغالبية العظمى من مقاعد المجلس، مما عزز هيمنتها كقوة سياسية رائدة، وساهم في تمهيد الطريق لتبني نظام الحزب الواحد. كُلّف المجلس، الذي كان من المقرر أن تستمر ولايته عامًا واحدًا، بصياغة دستور يحدد أسس النظام السياسي للجزائر.
في أغسطس 1963، قدّم فرحات عباس استقالته من رئاسة المجلس، وتولى حاج بن علة المنصب بالنيابة. في 8 سبتمبر 1963، أُقر الدستور الجزائري عبر استفتاء شعبي، ومددت المادة 77 من الدستور ولاية المجلس لعام إضافي. في 1 أكتوبر 1963، انتُخب حاج بن علة رسميًا رئيسًا للمجلس. وفي 3 أكتوبر 1963، علّق الرئيس أحمد بن بلة أعمال المجلس، متوليًا السلطات التنفيذية الكاملة.
في 20 سبتمبر 1964، أُجريت انتخابات تكميلية للمجلس، وأُعيد انتخاب حاج بن علة رئيسًا له في 7 أكتوبر 1964.
لاحقًا، أُسس المجلس الشعبي الوطني كسلطة تشريعية دائمة، وأُجريت أول انتخابات له في عام 1977 برئاسة رابح بيطاط.